# Alice Lund
 (février 2023).
Alice Lund, née le 24 septembre 1900 à Stockholm et morte le 20 décembre 1991, est une artiste textile suédoise.
Elle est la sœur de l'éditeur Hans Rabén.

## Biographie
En 1936, elle ouvre son atelier textile à Domnarvet, dans la banlieue de Borlänge, puis déménage à quelques kilomètres de là, à Hytting, dans les années 50. Cet atelier sera vendu en 1963, mais elle en restera la directrice artistique jusqu'en 1971.
Alice Lund a principalement créé et tissé à la main des textiles pour des projets publics, souvent en collaboration avec des architectes et des artistes, dont Sofia Widén. Ella a également créé des motifs de tissage. Son langage de conception austère et abstrait est basé sur la structure propre du matériau et du tissu.